# 伊賀大介
伊賀 大介（いが だいすけ、1977年 - ）は、東京都新宿区西新宿出身のスタイリスト。エスモードジャポン出身。所属事務所はband。

## 来歴
1996年に熊谷隆志に師事した後、1999年、22歳で独立してスタイリストとして活動を始めた
。
『MEN'S NON-NO』や『smart』といったファッション雑誌やCM・広告のほか、小泉今日子、椎名林檎/東京事変、くるり、チャットモンチー、DAOKO、小林賢太郎/ラーメンズ、のんといったアーティストやタレントのスタイリングを担当する。また映画や舞台、アニメなどの劇中衣装も数多く手がけ、コラム執筆といった文筆業もこなすなど多方面で活動している。
私生活では2007年12月28日にスタイリストを担当していた女優の麻生久美子と結婚し、2児をもうけた。

## 人物
ファッション
20代ごろはアメカジ系の古着やナンバーナインの服を買うことが多く、現在も着用している。
好きな映画
『映画秘宝』のオールタイム・ベスト10を選ぶムック本で、『七人の侍』や『カリフォルニア・ドールズ』を選んでいる。
その他
娘がアイドルグループの欅坂46のファンであった影響から自身もライブツアーに足を運ぶようになる。振り付けやスタイリング、ダンススタイルなど従来のアイドル像と違う部分を「おもしろい」と評価し、センターの平手友梨奈を「平手さんを最初にみたとき山口百恵みたいだなって思った」とコメントした。

## 関わった主な作品

### 雑誌
- MEN'S NON-NO
- smart
- mini
- relax
- ROCKIN'ON JAPAN

### 映画
- ジョゼと虎と魚たち（2003年、犬童一心監督）
- 真夜中の弥次さん喜多さん（2005年、宮藤官九郎監督）
- さくらん（2007年、蜷川実花監督）
- Sweet Rain 死神の精度（2008年、筧昌也監督）
- 少年メリケンサック（2009年、宮藤官九郎監督）
- ウルトラミラクルラブストーリー（2009年、横浜聡子監督）
- 蘇りの血（2009年、豊田利晃監督）[11]
- GANTZ（2011年、佐藤信介監督）
- GANTZ PERFECT ANSWER（2011年、佐藤信介監督）
- モテキ（2011年、大根仁監督）[1]
- 苦役列車（2012年、山下敦弘監督）[1]
- I'M FLASH!（2012年、豊田利晃監督）[11]
- ガッチャマン (2013年、佐藤東弥監督)
- 舟を編む（2013年、石井裕也監督）
- 中学生円山（2013年、宮藤官九郎監督）
- バクマン。（2015年、大根仁監督[12]）
- 世界から猫が消えたなら（2016年、永井聡監督）
- TOO YOUNG TO DIE! 若くして死ぬ（2016年、宮藤官九郎監督） - Tシャツデザイン監修も担当[13]
- SCOOP!（2016年、大根仁監督）
- 溺れるナイフ（2016年、山戸結希監督）
- 何者（2016年、三浦大輔監督）
- 奥田民生になりたいボーイと出会う男すべて狂わせるガール（2017年、大根仁監督）
- SUNNY 強い気持ち・強い愛（2018年、大根仁監督）
- ハード・コア（2018年、山下敦弘監督）
- さよならくちびる（2019年、塩田明彦監督）
- ザ・ファブル（2019年、江口カン監督）
- いちごの唄（2019年、菅原伸太郎監督）
- 宮本から君へ（2019年、真利子哲也監督）
- シン・ウルトラマン（2022年、樋口真嗣監督）
- ファーストキス 1ST KISS（2025年、塚原あゆ子監督）

### アニメ映画
- おおかみこどもの雨と雪（2012年、細田守監督）[1]
- バケモノの子（2015年、細田守監督）
- 未来のミライ（2018年、細田守監督）
- 竜とそばかすの姫（2021年、細田守監督）
- 化け猫あんずちゃん（2024年、久野遥子・山下敦弘監督）[14]

### テレビドラマ
- まほろ駅前番外地（2013年、大根仁演出）
- リバースエッジ 大川端探偵社（2014年、大根仁監督・脚本）
- ハロー張りネズミ（2017年、大根仁監督・脚本）
- 宮本から君へ（2018年、真利子哲也監督・脚本）
- 監察医 朝顔（2019年、根本ノンジ脚本）
- 俺の話は長い（2019年、金子茂樹脚本）
- 歪んだ波紋（2019年、向井康介脚本）
- 大豆田とわ子と三人の元夫（2021年、坂元裕二脚本）
- 17才の帝国（2022年、NHK）[15]

### 配信作品
- 仮面ライダーBLACK SUN（2022年、白石和彌監督）[16]
- ちひろさん（2023年、今泉力哉監督）
- 季節のない街（2023年、宮藤官九郎監督・脚本）
- 地面師たち（2024年、大根仁監督）
- 新幹線大爆破（2025年、樋口真嗣監督）

### 舞台
- シネマ歌舞伎「大江戸りびんぐでっど」（2010年、作・演出：宮藤官九郎）
- 『怪獣の教え』（2015年、作・演出：豊田利晃）
- 朗読劇『恋を読む「ぼくは明日、昨日のきみとデートする」』
- 『メタルマクベス』disc1、disc2、disc3（2018年・2019年、作・宮藤官九郎、演出・いのうえひでのり）
- 『世界は一人』（2019年、作・演出：岩井秀人）

### ミュージック・ビデオ
- 椎名林檎『短篇キネマ 百色眼鏡』
- ザ・チェインスモーカーズ「サムシング・ジャスト・ライク・ディス」[注 1][17]
- DAOKO「ShibuyaK」[4]
- never young beach「お別れの歌」

### アートワーク
- 銀杏BOYZトリビュート・アルバム『きれいなひとりぼっちたち』（スタイリスト兼アートディレクター）
- エレファントカシマシ・デビュー30周年記念ベストアルバム『All Time Best Album THE FIGHTING MAN』(CDジャケットスタイリング)[18]

### 写真集
- 伊賀大介・MOTOKO『First time』（プロデュース）
- 本田翼写真集『ほんだらけ 本田本』
- miwa Visual Book『SPLASH ☆ RHYTHM』
- 綾瀬はるか写真集『ハルカノイセカイ』

### 制服
- 相模鉄道・相鉄バス （デザイン 水野学と協働）（2016年11月1日 - ）[19]

### その他
- タワーレコード“NO MUSIC, NO LIFE.”キャンペーン
- NHK連続テレビ小説『半分、青い。』メインポスター[20]
- TBSラジオ『たまむすび』2016年度キャッチコピー“午後は任せろ。”番組宣伝ポスター

## 連載
- MEN'S NON-NO内 『伊賀文庫』
- H内『隔月 伊賀大介』